# Snuitkeverschildwants
De snuitkeverschildwants (Arma custos), ook wel snuitkeverwants genoemd, is een wants uit de familie Pentatomidae.

## Uiterlijk
De snuitkeverschildwants heeft een halsschild dat vergrote afgeronde hoekpunten heeft. Hij heeft een bruingele kleur met onregelmatige bruine puntjes. De antenne is kastanjebruin, het derde segment met een zwarte ring voor het topje, het 4e segment heeft ook een donkere ring, het vijfde antennesegment is roodachtig geel. 
De poten zijn geelbruin tot lichtgeel. Het membraan is bruin en glanzend. De lichaamslengte is 10-13 mm.

## Verspreiding en habitat
De snuitkeverschildwants is een veel voorkomende, algemeen verspreide wants in Europa met uitzondering van de Britse eilanden en Scandinavië. Hij leeft in bossen en op open plekken in zo'n gebied, vaak op els (Alnus) en struiken.

## Leefwijze
De roofzuchtige wantsen voeden zich met insecten zoals kevers en hun larven. (Dus niet alleen maar met snuitkevers). Arma custos overwintert als imago. Eieren zijn er van mei tot in het midden van de zomer.

## Afbeeldingen

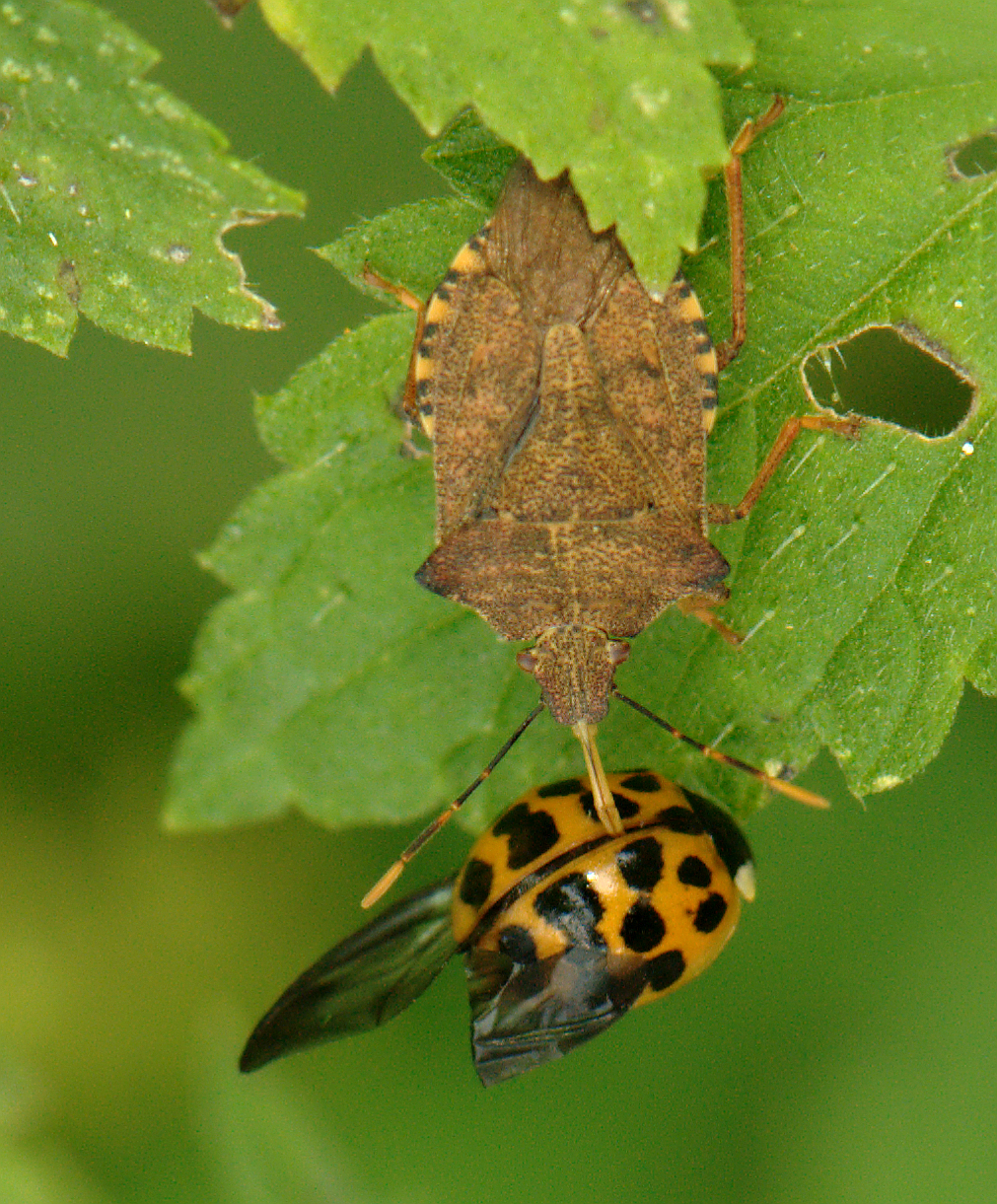
met prooi
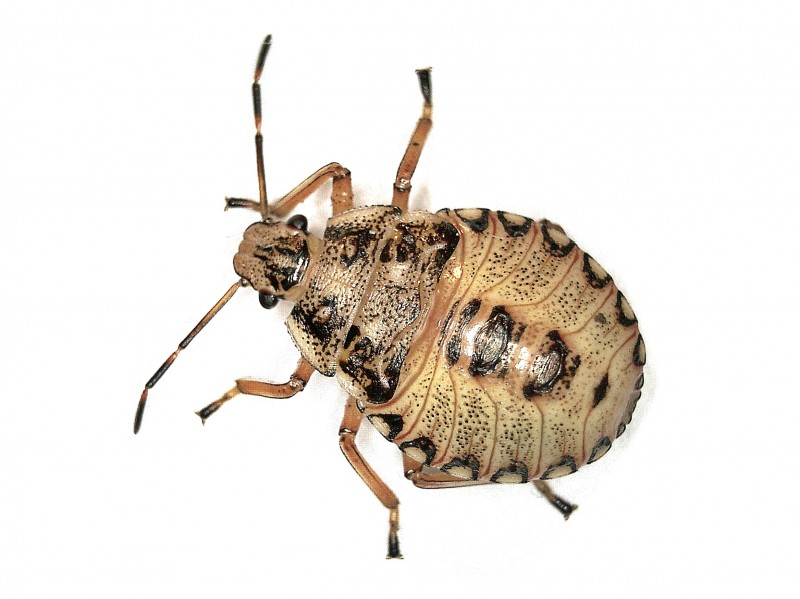
nimf
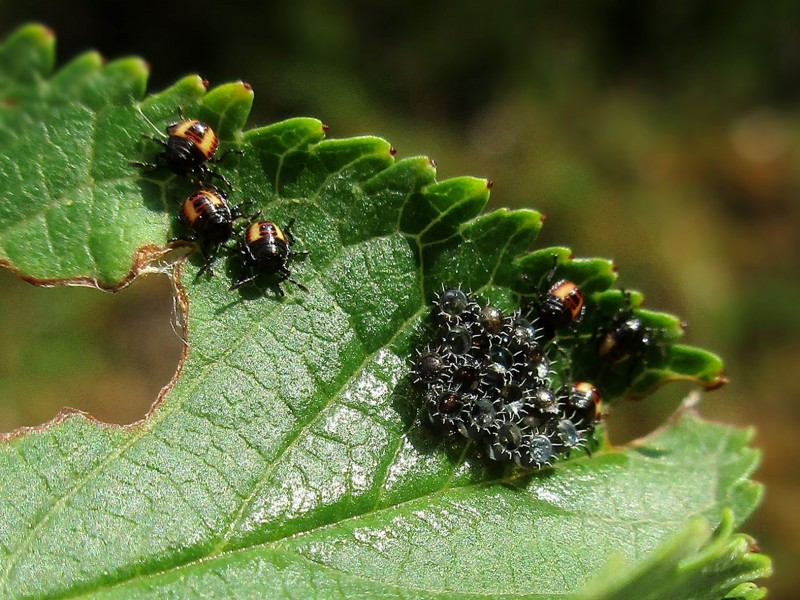
nimfen en eitjes